# Coupe des champions de la CONCACAF 1994
Navigation
Édition précédente Édition suivante
La Coupe des champions de la CONCACAF 1994 est la trentième édition de cette compétition.
Un changement de format est intervenu lors de cette édition, en effet les quatre équipes qualifiées pour la phase finale se sont affrontées lors de demi-finales et d'une finale pour attribuer le titre continental.
La phase finale s'est jouée à San José (Californie) et a été remportée par le CS Cartagines face au CF Atlante sur le score de trois buts à deux.

## Participants
Un total de 32 équipes provenant d'un maximum de 17 nations pouvaient participer au tournoi. Elles appartenaient aux zones Amérique du Nord, Amérique centrale et Caraïbes de la CONCACAF.
Le tableau des clubs qualifiés était le suivant :
| Nation                      | Club                                | Raison de qualification                                              |
| Zone Amérique centrale/Nord |                                     |                                                                      |
| Quatrième tour              |                                     |                                                                      |
| Mexique                     | CF Atlante                          | Champion du Mexique 1992-93.                                         |
| Mexique                     | CF Monterrey                        | Second du championnat du Mexique 1992-93.                            |
| Honduras                    | CD Olimpia                          | Champion du Honduras 1992-93.                                        |
| Honduras                    | CD Petrotela (en)                   | Second de la première phase du championnat du Honduras 1992-93.      |
| Salvador                    | Luis Ángel Firpo                    | Champion du Salvador 1992-93.                                        |
| Salvador                    | Alianza FC                          | Second du championnat du Salvador 1992-93.                           |
| Costa Rica                  | CS Cartagines                       | Vainqueur de la seconde phase du championnat du Costa Rica 1992-93.  |
| Nicaragua                   | Juventus Managua                    | Champion du Nicaragua 1993.                                          |
| États-Unis                  | Los Angeles Salsa (en)              | Finaliste de l'American Professional Soccer League 1994.             |
| Troisième tour              |                                     |                                                                      |
| Nicaragua                   | Diriangén FC                        | Second du championnat du Nicaragua 1993.                             |
| Costa Rica                  | CS Herediano                        | Vainqueur de la première phase du championnat du Costa Rica 1992-93. |
| Guatemala                   | Aurora FC                           | Champion du Guatemala 1992-93.                                       |
| Guatemala                   | CSD Comunicaciones                  | Second du championnat du Guatemala 1992-93.                          |
| Belize                      | La Victoria                         | Champion du Belize 1993-94.                                          |
| Belize                      | Real Verdes                         | Second du championnat du Belize 1993-94.                             |
| Zone Caraïbes               |                                     |                                                                      |
| Troisième tour              |                                     |                                                                      |
| Martinique                  | US Robert                           | Champion de la Martinique 1992-93.                                   |
| Deuxième tour               |                                     |                                                                      |
| Martinique                  | Club Franciscain                    | Second du championnat de la Martinique 1992-93.                      |
| Haïti                       | Violette AC                         | Méthode de qualification inconnue.                                   |
| Haïti                       | Racing Gonaïves                     | Méthode de qualification inconnue.                                   |
| Guadeloupe                  | Solidarité Scolaire de Baie-Mahault | Champion de Guadeloupe 1992-93.                                      |
| Guadeloupe                  | Red Star                            | Second du championnat de Guadeloupe 1992-93.                         |
| Antilles néerlandaises      | RKVFC Sithoc                        | Champion des Antilles néerlandaises 1993                             |
| Antilles néerlandaises      | CRKSV Jong Colombia                 | Vice-champion des Antilles néerlandaises 1993                        |
| Guyane                      | US Sinnamary                        | Champion de Guyane 1992-93.                                          |
| Guyane                      | AK Regina                           | Second du championnat de Guyane 1992-93.                             |
| Antigua-et-Barbuda          | Lion Hill Spliff                    | Méthode de qualification inconnue.                                   |
| Antigua-et-Barbuda          | J&J Construction Parham             | Méthode de qualification inconnue.                                   |
| Saint-Christophe-et-Niévès  | Newtown United FC                   | Champion de Saint-Christophe-et-Niévès 1993.                         |
| Premier tour                |                                     |                                                                      |
| Suriname                    | SV Robinhood                        | Champion du Suriname 1993.                                           |
| Suriname                    | SV Leo Victor                       | Second du championnat du Suriname 1993.                              |
| Aruba                       | River Plate Aruba                   | Champion d'Aruba 1993.                                               |
| Aruba                       | SV Racing Club Aruba                | Second du championnat d'Aruba 1993.                                  |

## Calendrier
| Tour                               | Nom                    | Date                                  | Équipes participantes | Équipes restantes |
| Phase de qualification (1993/1994) |                        |                                       |                       |                   |
| 1                                  | Phase de qualification | 1er décembre 1993 - 19 septembre 1994 | 32                    | 32 à 4            |
| Phase finale (1995)                |                        |                                       |                       |                   |
| 1                                  | Demi-finale            | 3 janvier 1995                        | 4                     | 4 à 2             |
| 2                                  | Finale                 | 5 janvier 1995                        | 2                     | 2 à 1             |

## Compétition

### Phase de qualification

#### ZoneAmérique centrale/Nord

##### Premier tour
| Date                  | Pays | Club         | Aller | Retour | Club               | Pays | Commentaire |
| 8 / 15 décembre 1993  |      | Diriangén FC | 0-5   | 2-4    | CS Herediano       |      |             |
| 12 / 22 décembre 1993 |      | Real Verdes  | 1-3   | 1-2    | CSD Comunicaciones |      |             |
| 15 / 19 décembre 1993 |      | Aurora FC    | 2-2   | 3-1    | La Victoria        |      |             |

##### Deuxième tour
| Date                         | Pays | Club               | Aller | Retour | Club                   | Pays | Commentaire                             |
| 1er / 7 décembre 1993        |      | CD Petrotela (en)  | 4-1   | 2-3    | CF Monterrey           |      |                                         |
| 5 / 8 décembre 1993          |      | Luis Ángel Firpo   | 1-4   | 1-2    | CF Atlante             |      |                                         |
| 16 janvier / 26 février 1994 |      | Aurora FC          | 4-0   | 5-0    | Juventus Managua       |      |                                         |
| 26 janvier / 2 février 1994  |      | CSD Comunicaciones | 2-0   | 0-4    | CS Cartagines          |      |                                         |
| 29 janvier / 6 février 1994  |      | Alianza FC         | 1-0   | 2-2    | Los Angeles Salsa (en) |      |                                         |
| 30 janvier / 12 février 1994 |      | CD Olimpia         | 0-0   | 0-2    | CS Herediano           |      | Le match retour s'est joué à Hermosillo |

##### Troisième tour
| Date              | Pays | Club          | Aller | Retour | Club              | Pays | Commentaire        |
| 16 / 23 mars 1994 |      | CS Cartagines | 1-0   | 1-2    | CD Petrotela (en) |      | Buts à l'extérieur |
| 22 / 31 mars 1994 |      | CS Herediano  | 3-3   | 1-3    | CF Atlante        |      |                    |
| 6 / 10 avril 1994 |      | Aurora FC     | 1-1   | 1-2    | Alianza FC        |      |                    |

#### ZoneCaraïbes

##### Premier tour
| Date                   | Pays | Club                 | Aller | Retour | Club          | Pays | Commentaire |
| 6 déc. 93 / 11 jan. 94 |      | SV Racing Club Aruba | 2-1   | 0-7    | SV Robinhood  |      |             |
| 15 / 19 décembre 1993  |      | River Plate Aruba    | 0-0   | 0-2    | SV Leo Victor |      |             |

##### Deuxième tour
Le Racing Gonaïves a déclaré forfait avant la première confrontation, la CONCACAF a alors déclaré vainqueur leur adversaire.
Le J&J Construction Parham a quant à lui déclaré forfait entre les deux confrontations, l'US Sinnamary qui avait remporter le premier match a donc été déclaré vainqueur.
| Date                    | Pays | Club                    | Aller   | Retour  | Club                | Pays | Commentaire                             |
| 8 déc. 93 / 5 jan. 94   |      | Club Franciscain        | 4-1     | 2-1     | Red Star            |      |                                         |
| 11 / 18 décembre 1993   |      | RKVFC Sithoc            | 4-2     | 0-1     | Solidarité Scolaire |      |                                         |
| 12 déc. 93 / 16 jan. 94 |      | Lion Hill Spliff        | 0-0     | 1-2     | Newtown United FC   |      |                                         |
| 12 déc. 93 / 16 jan. 94 |      | AK Regina               | Forfait | Forfait | Racing Gonaïves     |      |                                         |
| 20 / 22 décembre 1993   |      | CRKSV Jong Colombia     | 2-0     | 0-1     | Violette AC         |      | Matchs joués aux Antilles néerlandaises |
| 15 / 26 janvier 1994    |      | J&J Construction Parham | 0-1     | Forfait | US Sinnamary        |      |                                         |
| 13 / 20 février 1994    |      | SV Robinhood            | 1-0     | 2-4     | SV Leo Victor       |      |                                         |

##### Troisième tour
| Date               | Pays | Club                | Aller | Retour | Club              | Pays | Commentaire                             |
| 2 / 5 février 1994 |      | RKVFC Sithoc        | 0-2   | 0-1    | Newtown United FC |      | Matchs joués aux Antilles néerlandaises |
| 2 / 16 mars 1994   |      | Club Franciscain    | 5-0   | 0-2    | US Sinnamary      |      |                                         |
| 13 / 27 mars 1994  |      | CRKSV Jong Colombia | 1-0   | 0-1    | SV Leo Victor     |      | Tirs au but : 5-4                       |
| 3 / 11 mai 1994    |      | AK Regina           | 1-1   | 1-3    | US Robert         |      |                                         |

##### Quatrième tour
| Date                   | Pays | Club             | Aller | Retour | Club                | Pays | Commentaire                |
| 27 avril / 11 mai 1994 |      | Club Franciscain | 2-1   | 0-2    | CRKSV Jong Colombia |      |                            |
| 8 / 10 juin 1994       |      | US Robert        | 4-0   | 0-0    | Newtown United FC   |      | Matchs joués en Martinique |

##### Cinquième tour
| Date                  | Pays | Club      | Aller | Retour | Club                | Pays | Commentaire |
| 4 / 19 septembre 1994 |      | US Robert | 3-0   | 0-2    | CRKSV Jong Colombia |      |             |

### Phase Finale

#### Tableau
|  | Demi-finales                          | Demi-finales | Demi-finales |                                       |   | Finale                                | Finale | Finale |  |
|  |                                       |              |              |                                       |   |                                       |        |        |  |
|  | 3 février 1995, San José (Californie) |              |              |                                       |   |                                       |        |        |  |
|  |                                       |              |              |                                       |   |                                       |        |        |  |
|  | CS Cartagines                         | 0            | 0(5)         |                                       |   |                                       |        |        |  |
|  | CS Cartagines                         | 0            | 0(5)         | 5 février 1995, San José (Californie) |   |                                       |        |        |  |
|  | US Robert                             | 0            | 0(4)         |                                       |   |                                       |        |        |  |
|  | US Robert                             | 0            | 0(4)         | CS Cartagines                         | 3 |                                       |        |        |  |
|  | 3 février 1995, San José (Californie) |              |              | CS Cartagines                         | 3 |                                       |        |        |  |
|  |                                       | CF Atlante   | 2            |                                       |   |                                       |        |        |  |
|  | CF Atlante                            | CF Atlante   | 2            | 2                                     |   |                                       |        |        |  |
|  | CF Atlante                            |              |              | 2                                     |   |                                       |        |        |  |
|  | Alianza FC                            | 1            |              |                                       |   |                                       |        |        |  |
|  | Alianza FC                            | 1            |              |                                       |   |                                       |        |        |  |
|  |                                       |              |              |                                       |   | 3e Place                              |        |        |  |
|  |                                       |              |              |                                       |   | 5 février 1995, San José (Californie) |        |        |  |
|  |                                       |              |              |                                       |   | Alianza FC                            | 0      | 0(4)   |  |
|  |                                       |              |              |                                       |   | US Robert                             | 0      | 0(2)   |  |

#### Demi-finales
| Pays | Club          | Score | Club       | Pays | Commentaire       |
|      | CS Cartagines | 0-0   | US Robert  |      | Tirs au but : 5-4 |
|      | CF Atlante    | 2-1   | Alianza FC |      |                   |

#### Match pour la troisième place
| Pays | Club       | Score | Club      | Pays | Commentaire       |
|      | Alianza FC | 0-0   | US Robert |      | Tirs au but : 4-2 |

#### Finale
| 5 février 1995 | CS Cartagines                                                                | 3:2   | CF Atlante                                  | Stade Spartan San José, Californie |  |
|                | Heriberto Quiros 20e · Heriberto Quiros 32e · Marco Tulio Hidalgo 69e (pen.) | (2:0) | José Enrique García 51e · Gastón Obledo 56e |                                    |  |

| Champion de la CONCACAF 1994 |
| ---------------------------- |
| Drapeau du Costa Rica        |
| CS Cartagines Premier Titre  |